# Seconde enceinte de Bruxelles

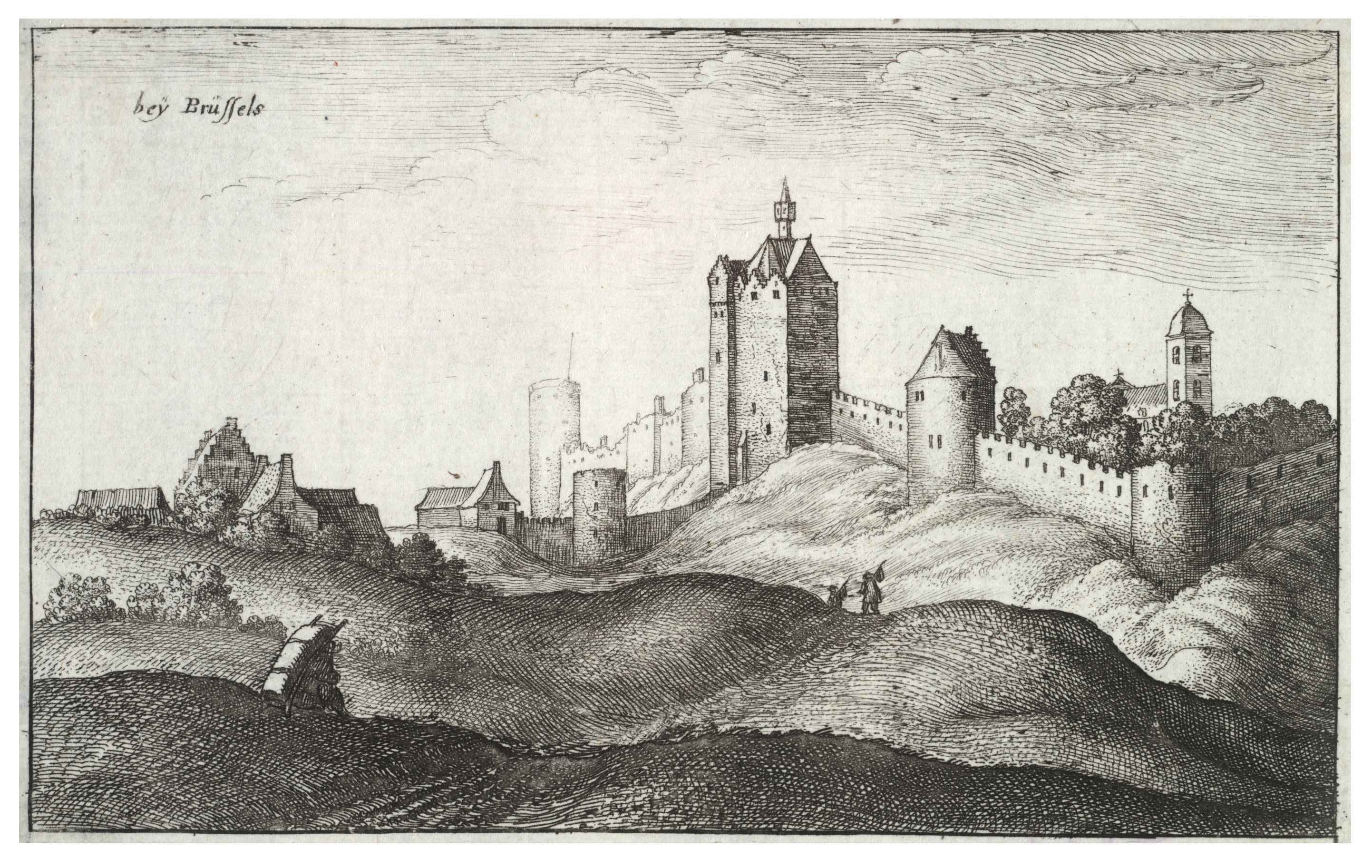
Gravure de l'enceinte de Bruxelles au XVIe siècle, par Wenceslas Hollar.

La seconde enceinte de Bruxelles est un ensemble de fortifications construites entre 1356 et 1383.
Depuis la construction de la première enceinte (XIIe siècle), la ville de Bruxelles a considérablement évolué et a pris beaucoup d’importance. À l’étroit entre ses murailles en raison de la croissance démographique, elle en déborde largement. La nécessité d’envisager de nouvelles protections mieux adaptées à l’époque devient pressante. En 1356, au lendemain de la Guerre de succession du Duché de Brabant, les autorités de la ville (dont Éverard t'Serclaes, nommé échevin) décident d'entreprendre la construction d’une seconde enceinte, les fortifications de la ville n’ayant pas empêché la prise de la ville.

## Édification des fortifications

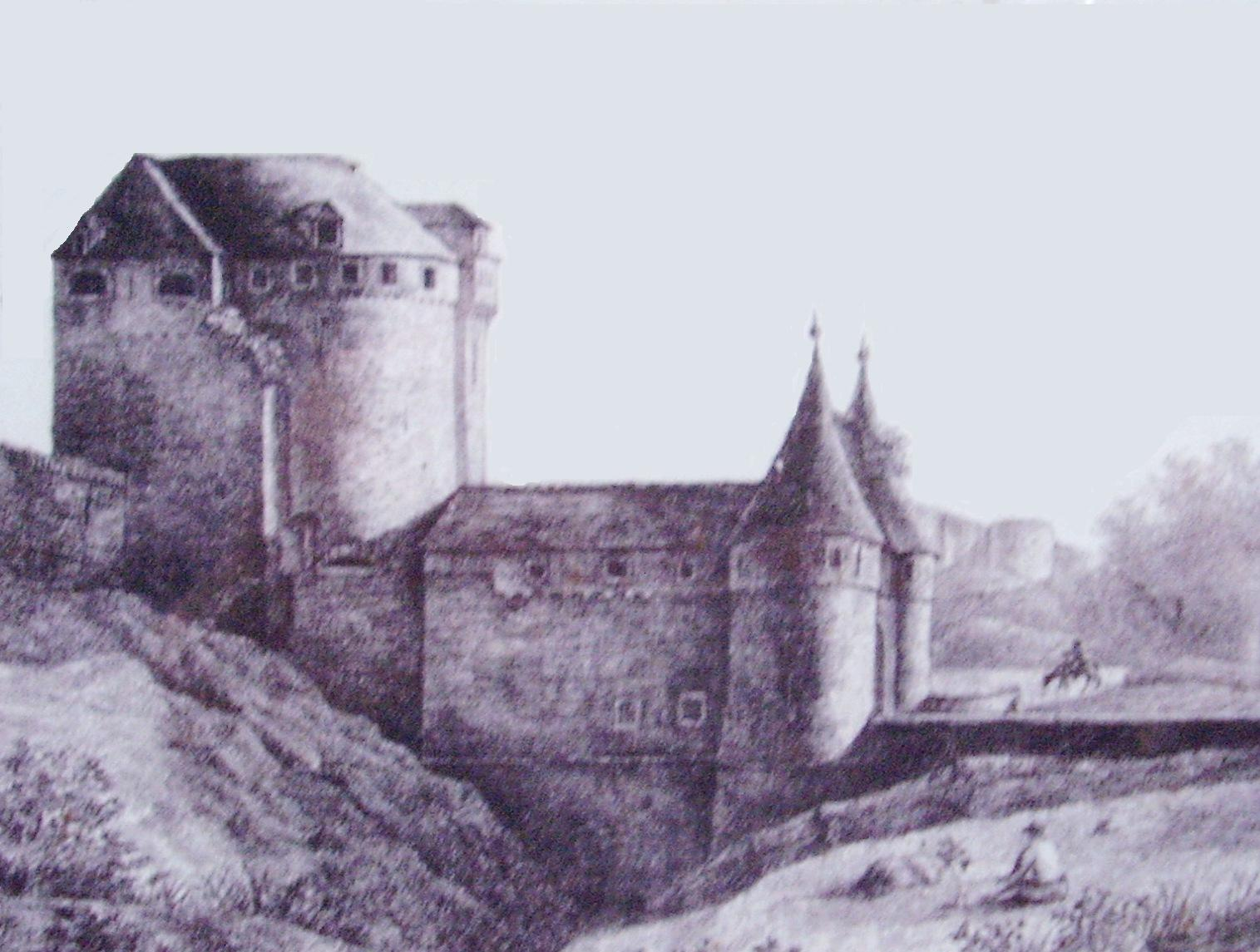
La porte de Louvain en 1612.

L'enceinte mesure près de huit kilomètres, taille suffisante pour englober les hameaux et les champs qui approvisionnent la cité et dont certains étaient à l'abri des murs jusqu’à la fin du XVIIIe siècle ; elle est jalonnée de quelque 70 tours semi-circulaires et de deux tours circulaires, plus grandes que les autres, la Grosse Tour et la Tour Bleue, situées à l'est de la ville. Elle compte sept portes principales (les portes de Laeken, de Flandre, d’Anderlecht, de Hal, de Namur, de Louvain et de Schaerbeek) chacune menant vers les sept entrées de la première enceinte. Cette seconde est monumentale et représente pour l’époque une réalisation colossale. Construite selon les schémas habituels des défenses médiévales, elle est entourée d’un fossé rempli d’eau dans les parties basses de la ville.
Les deux enceintes coexistent jusqu’au XVIe siècle, époque du début du démantèlement de la plus ancienne.

## Évolution des défenses

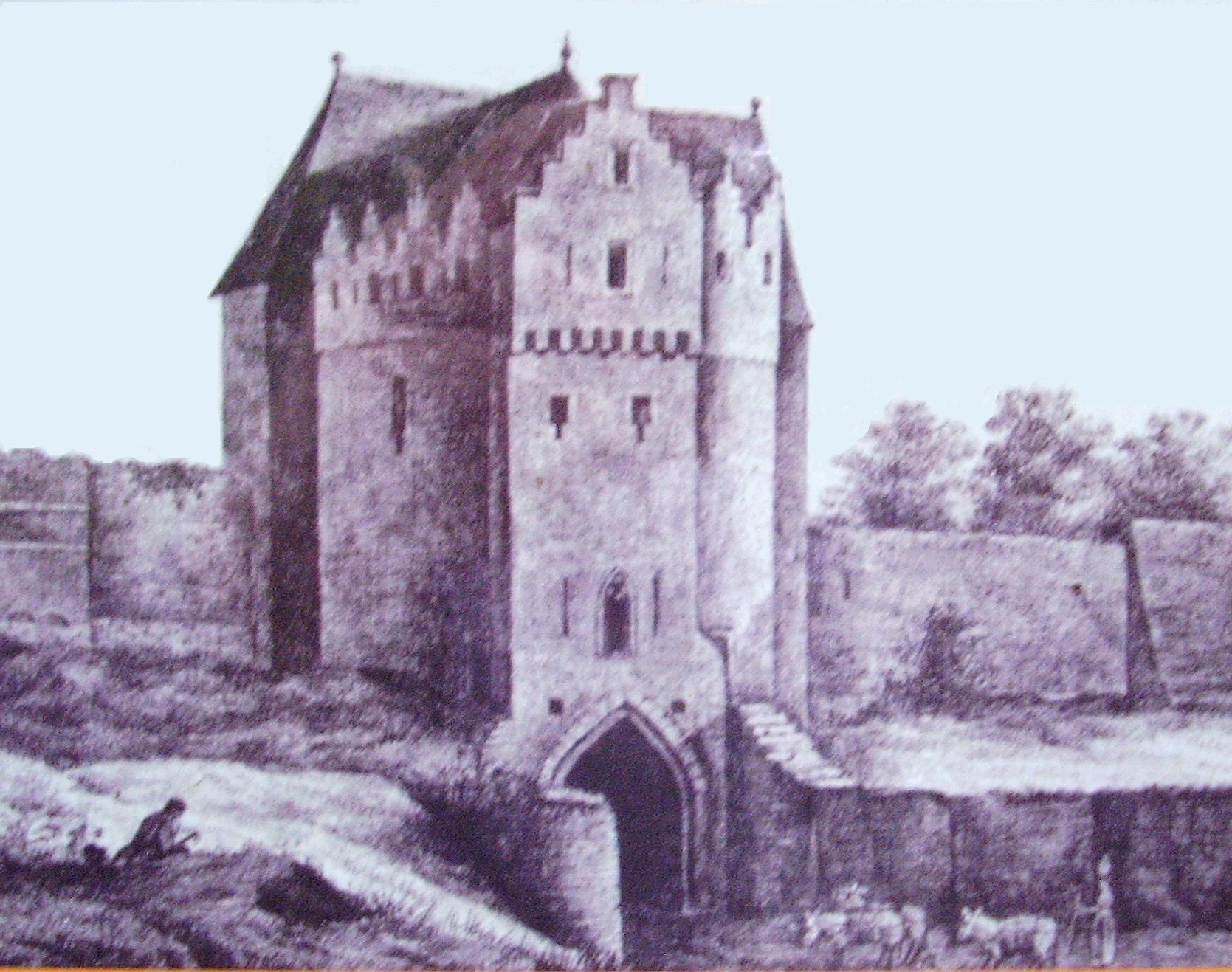
La porte de Schaerbeek en 1612.

Au XVIe siècle, aux sept portes fortifiées, on ajoute une huitième, la porte du Rivage, destinée à contrôler l’accès au port fluvial par le nouveau canal (1561).
Aux XVIe et XVIIe siècles, les nouvelles techniques de siège et l’évolution de l’armement avec l’apparition de l’artillerie obligent la ville à entreprendre de grands travaux pour se doter de défenses supplémentaires afin de maintenir l’ennemi à distance des remparts, de nouveaux obstacles sont placés en avant de l’enceinte : fossés, bastions et demi-lunes (ouvrages défensifs triangulaires dirigés vers l’extérieur). La réalisation la plus importante de l’époque est le Fort de Monterey, du nom du comte espagnol chargé de renforcer le système militaire de la cité. Les travaux du Fort sont réalisés entre 1672 et 1675 sur les hauteurs de Obbrussel (Haut-Bruxelles, futur Saint-Gilles), au sud de la porte de Hal, par les ingénieurs militaires Merex et Blom. Comme les autres fortifications de la ville, le fort de Monterey s’avère inefficace, et ne peut empêcher ni le bombardement de Bruxelles ordonné par le maréchal de Villeroy (1695) à partir des hauteurs de Scheut (nord-ouest de la ville), ni une cinquantaine d’années plus tard (1746) la prise de la ville par les troupes françaises. Après le départ de ces dernières, les fortifications sont en ruines. À cette époque, le développement de l’armement, des routes et du commerce met fin à la guerre de siège et rend encombrant le système défensif des villes qui entrave la mobilité et la circulation des marchandises.

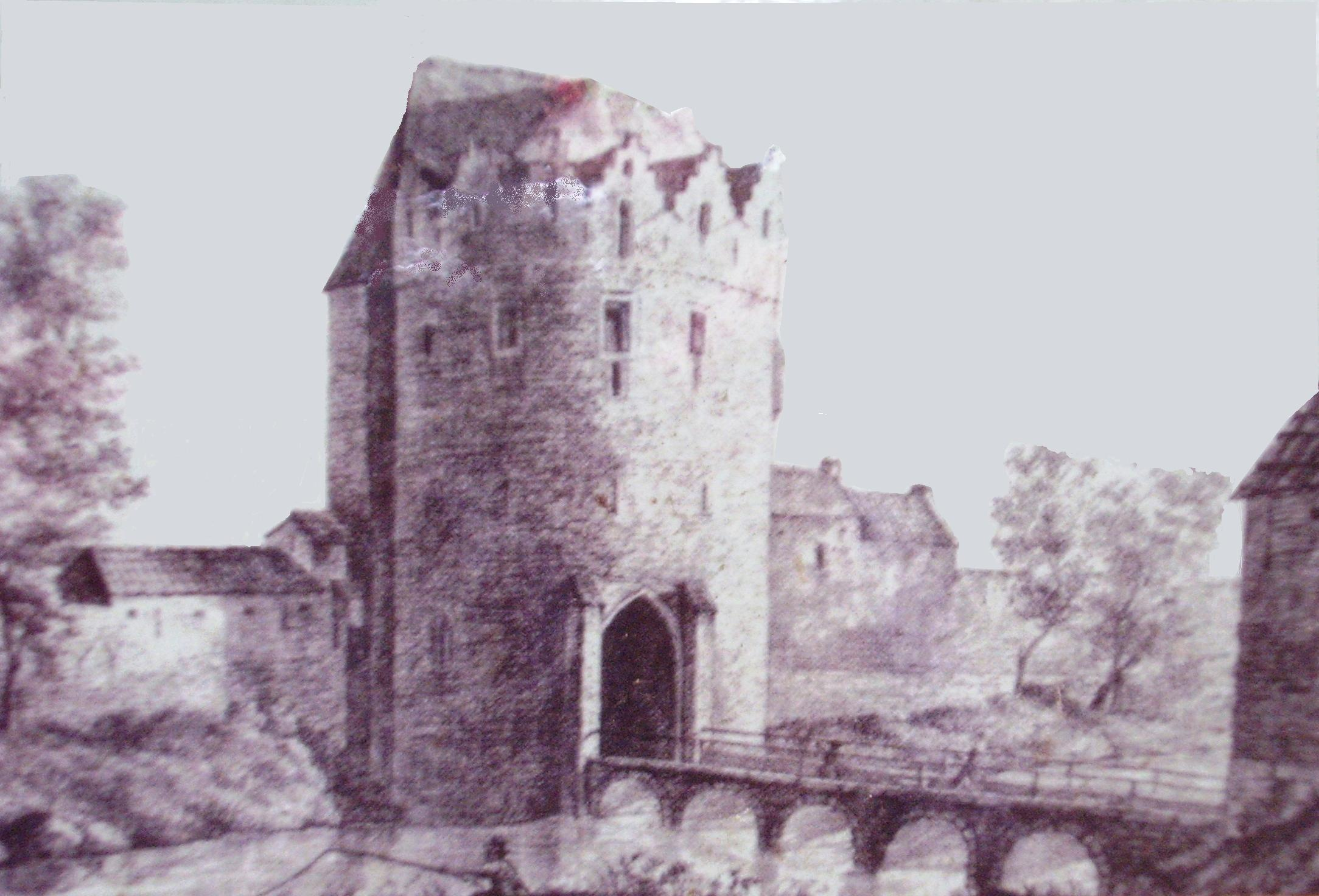
La porte d'Anderlecht en 1612.

L'empereur Joseph II ordonne en 1782 le démantèlement de la plupart des places fortes des Pays-Bas, dont Bruxelles. Les travaux de destructions des ouvrages défensifs extérieurs débutent par l’est de la ville, le Fort de Monterey est vendu et sera détruit, la plupart des portes sont rasées à l’exception de la porte de Laeken et de la porte de Hal.
En 1795, les Pays-Bas sont annexés à la République française en guerre, les démolitions sont stoppées. Elle ne reprendront qu’en 1804 sous l’ordre du premier consul Napoléon. La porte de Laeken est à son tour supprimée en 1808. Par une ordonnance du 19 mai 1810, l'empereur français commande ensuite la démolition de la seconde enceinte pour la remplacer par des boulevards doublés d’une barrière. La guerre puis la fin de l’empire ne permettront pas l’exécution immédiate du projet.

## Édification des boulevards de la«Petite ceinture»

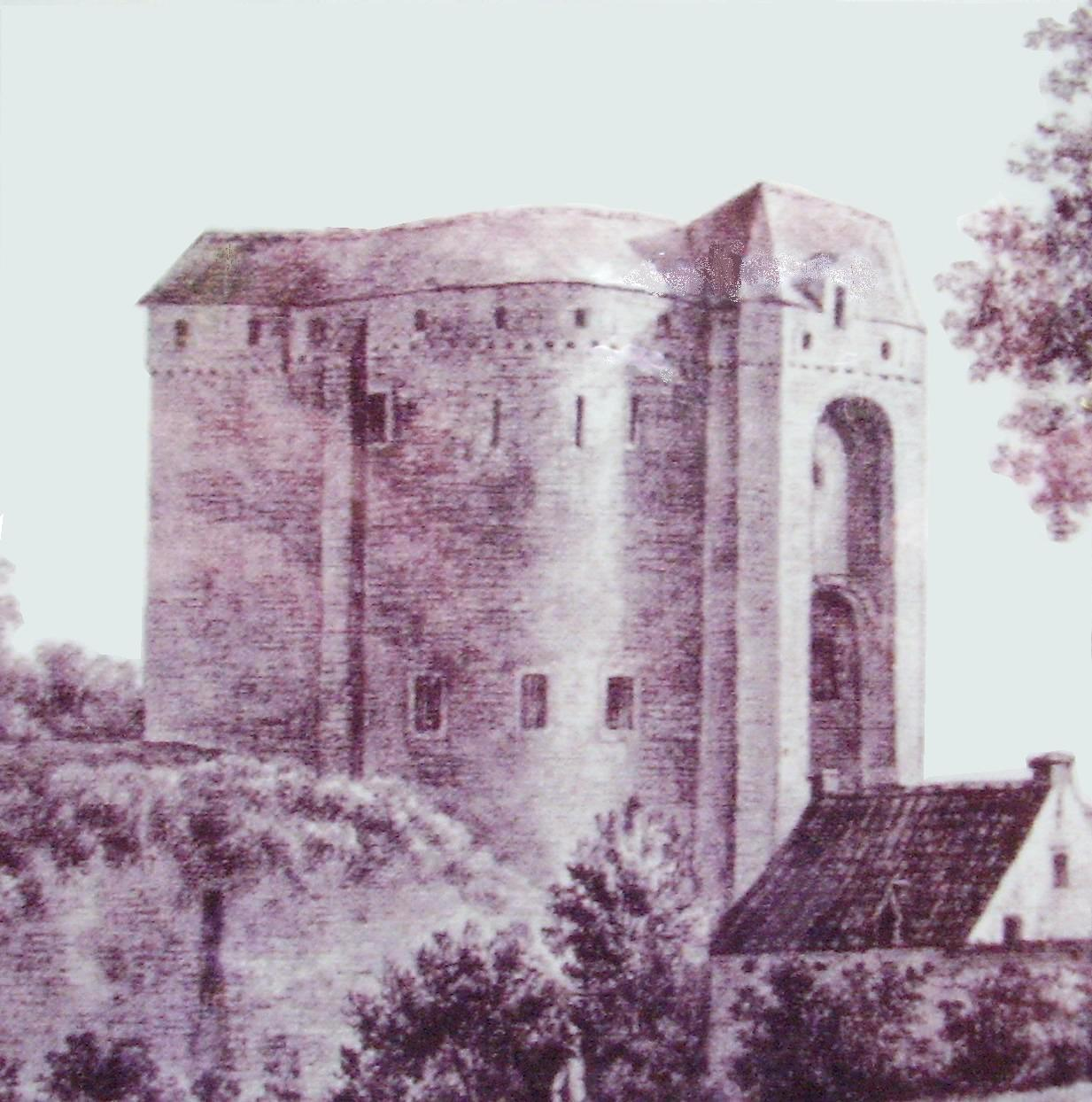
La porte de Hal en 1612.

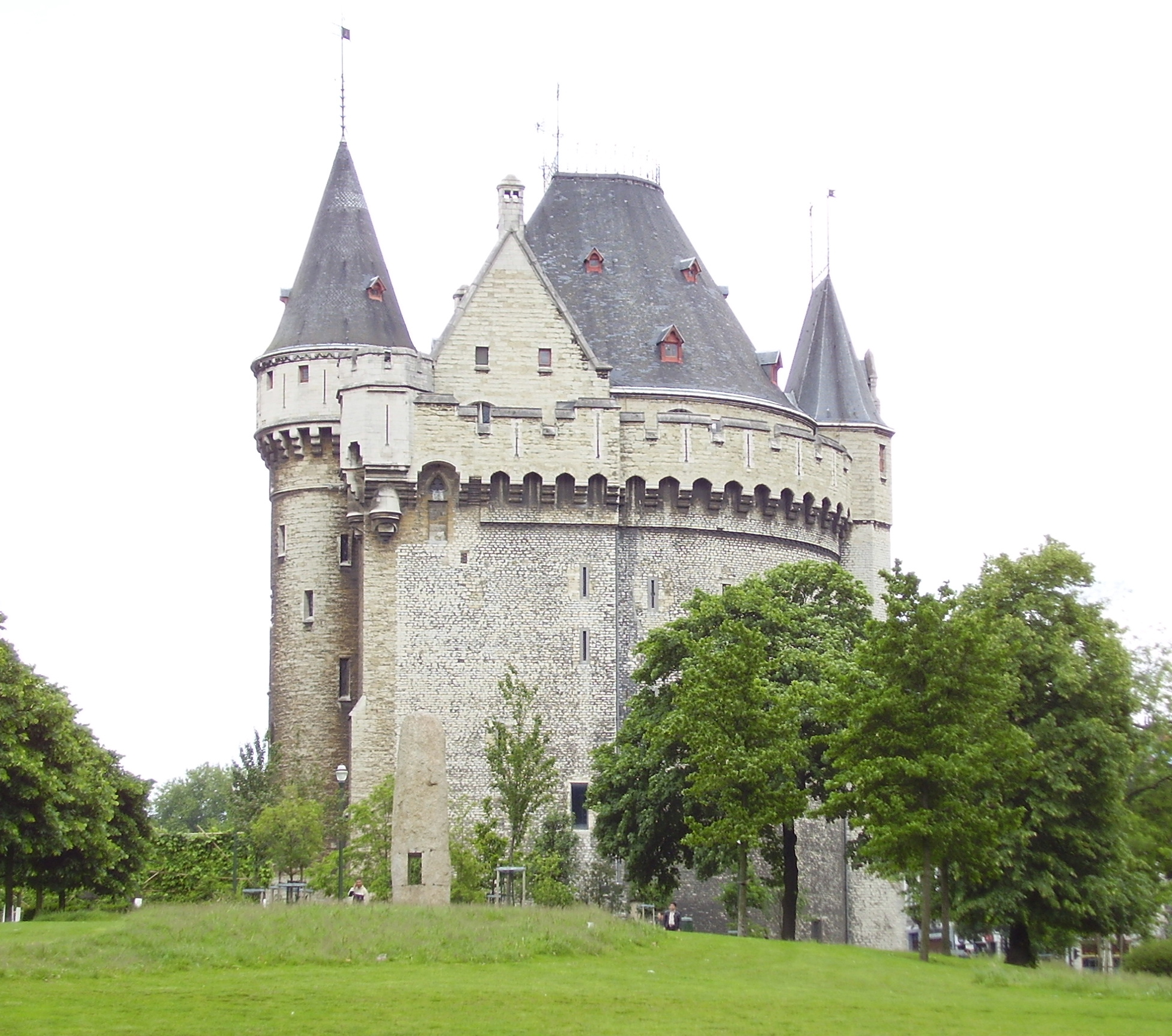
La porte de Hal en 2006.

La stabilité revenue, en 1818, les autorités organisent un concours pour l'aplanissement des ruines des remparts et leur remplacement par des boulevards dans le but d'adapter Bruxelles aux exigences de la vie contemporaine, le projet de l’ingénieur Jean-Baptiste Vifquain est approuvé. Celui-ci prévoit la construction de places et de boulevards de promenade avec de deux à quatre rangées d'arbres, une allée centrale et des voies latérales. On installe également une barrière longée par un fossé qui ferme la ville, la barrière de l’octroi défendue par une série de pavillons, puisque si les villes n’ont plus l’usage de murailles défensives, leur accès est toujours contrôlé pour permettre la perception des taxes sur les marchandises qui y pénètrent. Il imagine également de faire creuser le canal qui longe la ville par l’ouest en direction de Hal. Les travaux doivent être financés par la vente de terrains récupérés, ils s’étaleront sur plus de vingt ans.
En 1830, au moment de l’accession à l’indépendance de la Belgique, les travaux atteignent la porte de Hal qui, depuis sa désaffectation, a servi de prison militaire, puis de dépôt d’archives. Le nouveau gouvernement décide de l’épargner. En 1840, le boulevard côté rue Haute est surélevé de trois mètres, ce qui rend impossible le passage charretier de la porte. On la transforme plus tard en musée au prix de nombreuses transformations confiées en 1860 à l’architecte Henri Beyaert, qui ne s’embarrasse pas d’authenticité : il transforme, entre 1868 et 1871, l’austère tour médiévale en une sorte de château néo-gothique coiffé de toitures plus imposantes que celles d'origine, conformément à la conception que l'on se fait, à l'époque, de l'architecture du Moyen Âge. Ainsi, la porte de Hal est devenue un monument emblématique grâce, en plus, à son musée historique qui contient des pièces exceptionnelles et qui accueille des expositions temporaires belges et étrangères.
L'image romantique de la porte de Hal et de son musée représente un site de qualité de la seconde enceinte, même si ce monument se dresse en bordure d'un des boulevards aux immeubles modernes qui forment une boucle autour du centre de Bruxelles, dessinant un pentagone, dit aussi cœur de Bruxelles, deux mots qui servent toujours à désigner le centre de la ville.
1860 est, par ailleurs, l’année de la suppression de l’octroi (taxe perçue sur les marchandises entrant dans la ville) et donc de la dernière barrière physique entre la ville et les faubourgs. Les carrefours de la porte d'Anderlecht et de la porte de Ninove sont les seuls à avoir conservé les deux pavillons d'octroi qui encadraient les voies d'accès au centre-ville et remplaçaient les anciennes portes. L'un de ces pavillons sert d'entrée au musée des égouts, donnant accès à une visite de ceux-ci. Les deux pavillons de la porte de Namur ont été déplacés pour être installés au bout de l'avenue Louise, à l'entrée du bois de la Cambre.
À partir des années 1950, sous la pression automobile, de nouveaux plans de circulation sont mis en place (en partie en prévision de l'Exposition universelle de 1958) : on creuse des tunnels pour les voitures aux croisements avec des voies latérales et les boulevards de promenade sont devenus une voie automobile rapide aux encombrements fréquents. Mais, en sous-sol, le métro offre une alternative commode pour se déplacer rapidement.
À l'occasion des travaux de terrassement nécessaires à la construction de la station de métro Hôtel des Monnaies, une partie des murs de fondation de la seconde enceinte ont été redécouverts ; ces murailles sont depuis lors exposées dans les murs des quais de la station.

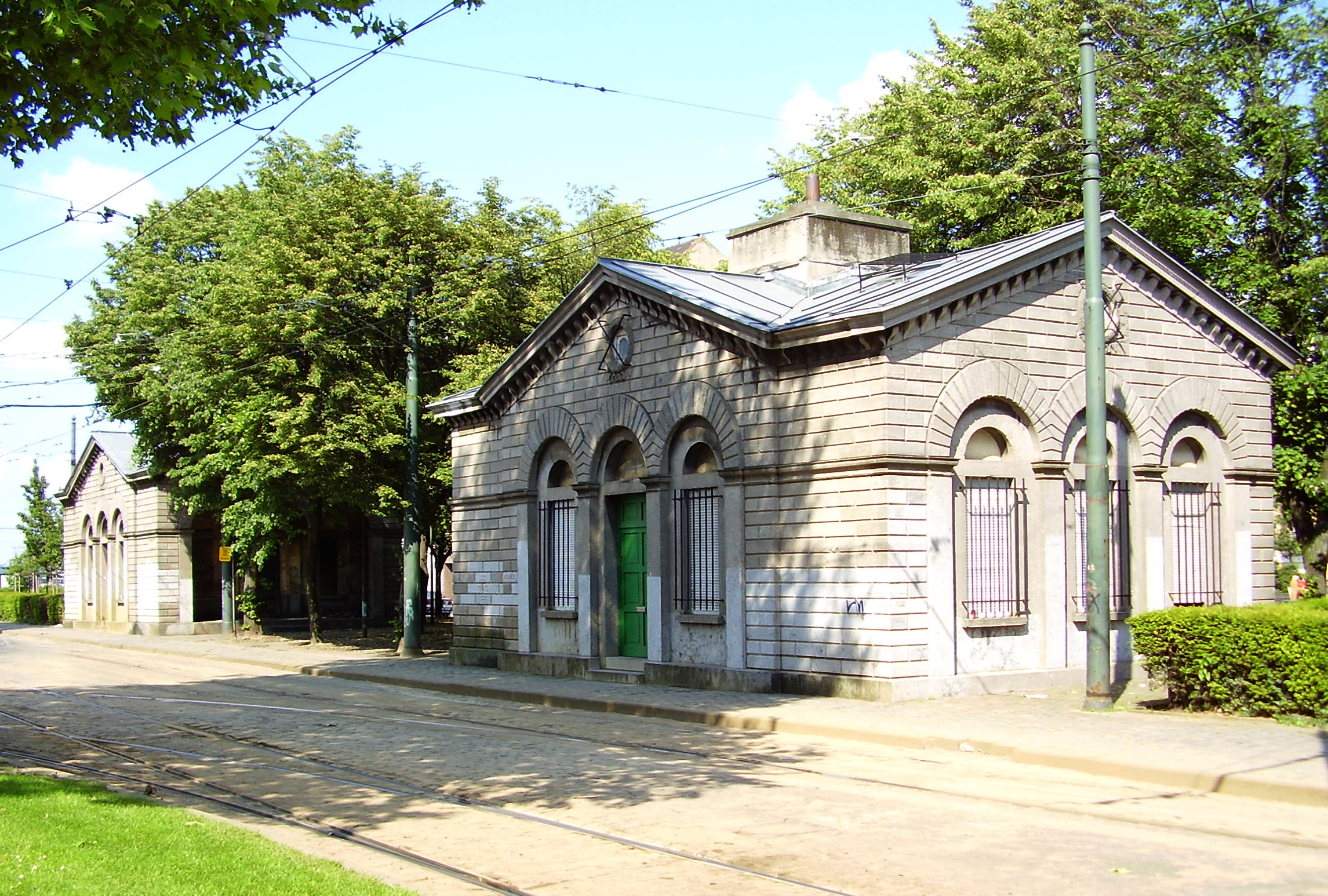
Les pavillons d'octroi de la porte de Ninove.
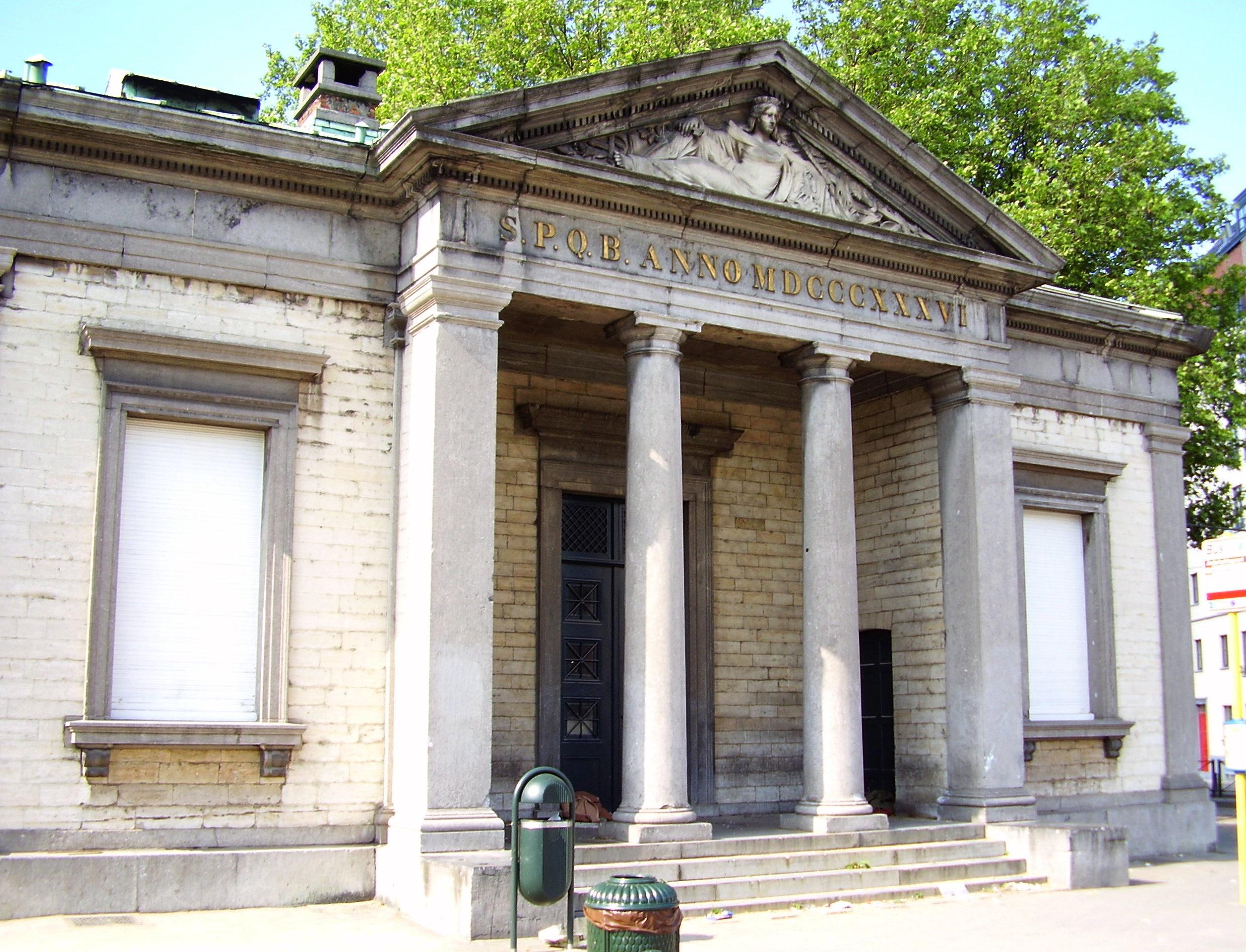
Un des deux pavillons de la porte d'Anderlecht.
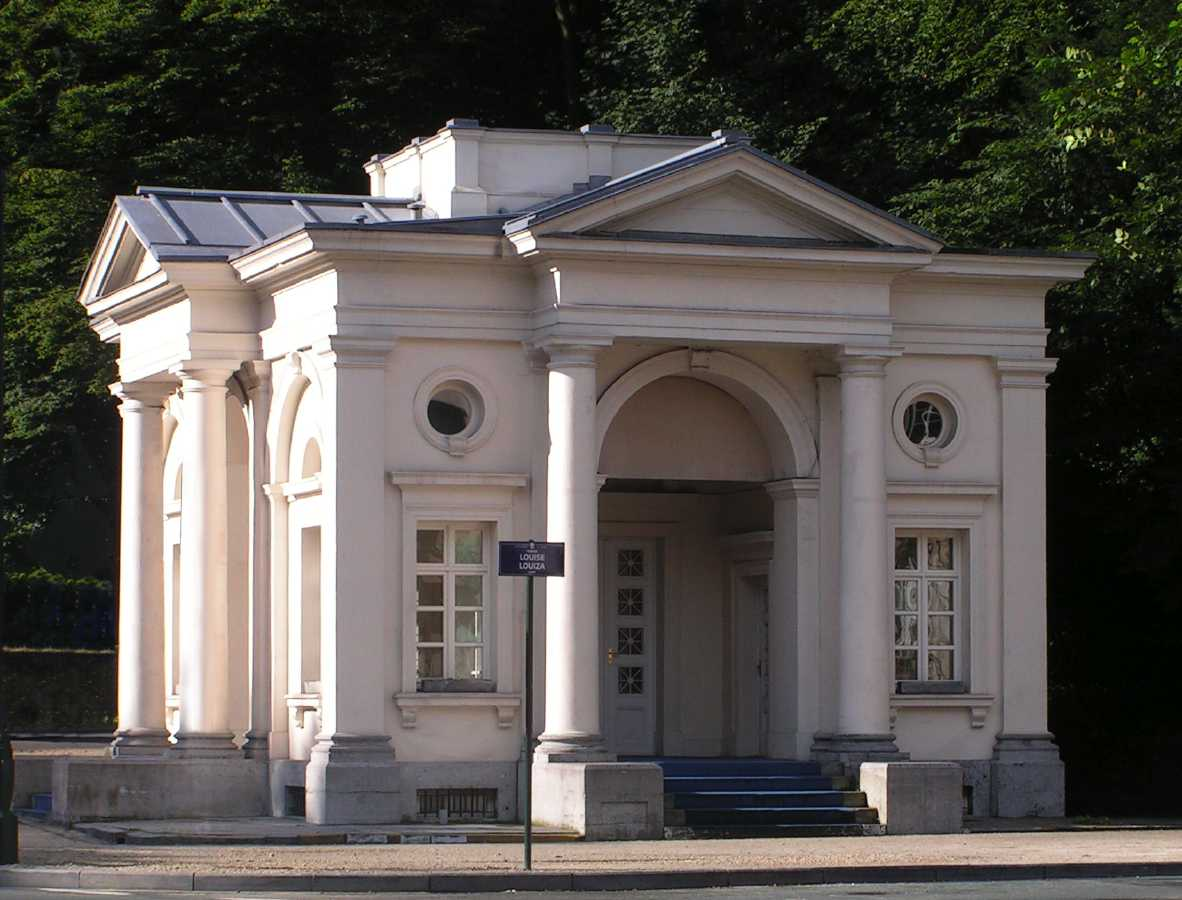
Un des deux anciens pavillons de la porte de Namur (bois de la Cambre).